# 1988 في بيرو
فيما يلي قوائم الأحداث التي وقعت خلال عام 1988 في بيرو.

## سياسة

### تعيين في المنصب
- 2 سبتمبر – أبيل ساليناس وزير الاقتصاد والمالية  [لغات أخرى]‏.

### انتهاء فترة المنصب
- 27 نوفمبر – أبيل ساليناس وزير الاقتصاد والمالية  [لغات أخرى]‏.

## رياضة
- 1 يناير – الدوري البيروفي لكرة القدم 1988 الفائز نادي سبورتينغ كريستال.

## مواليد

### يناير
- 1 يناير – ساندرا فيرغارا ممثلة كولومبية.
- 1 يناير – سينثيا كالديرون
- 1 يناير – سيندي ميخيا عارضة بيروفية.
- 8 يناير – دانيال تشافيز لاعب كرة قدم بيروفي.
- 27 يناير – سلفادور ميدينا لاعب كرة قدم مكسيكي.

### فبراير
- 17 فبراير – ماركوس ديلغادو لاعب كرة قدم بيروفي.
- 20 فبراير – خورخي ماكفرلين رياضي بيروفي.
- 24 فبراير – نيكول فافيرون ممثلة وملكة جمال بيرو عام 2012.

### مارس
- 4 مارس – جيانفرانكو إسبيغو لاعب كرة قدم بيروفي.
- 23 مارس – كارلوس خوسيه

### مايو
- 9 مايو – كارلوس فلوريس لاعب كرة قدم بيروفي.

### يونيو
- 5 يونيو – لويس غارسيا يوريبا لاعب كرة قدم بيروفي.

### أكتوبر
- 9 أكتوبر – ريكاردو يوريبا لاعب كرة قدم بيروفي.

### نوفمبر
- 4 نوفمبر – كريستيان راموس لاعب كرة قدم بيروفي.
- 24 نوفمبر – إدسون أوبيرت لاعب كرة قدم بيروفي.

### ديسمبر
- 1 ديسمبر – إزرائيل خان لاعب كرة قدم بيروفي.

## وفيات

### أكتوبر
- 22 أكتوبر – بلاسيدو غاليندو (مواليد 1906) لاعب كرة قدم بيروفي.

### نوفمبر
- 14 نوفمبر – أوغوستا لا توري (مواليد 1946)